# アルフォンソ9世 (レオン王)
アルフォンソ9世（Alfonso IX, 1171年8月15日 - 1230年9月23日/24日）は、レオン王（在位：1188年 - 1230年）。レオン王フェルナンド2世の長男で、唯一成人した男子。母はポルトガル王アフォンソ1世の娘ウラカ。

## 生涯
1188年に父の死により王位を継承した。父方の従兄であるカスティーリャ王アルフォンソ8世とは即位直後に臣従を強いられ、国境の城をいくつか奪われたことで対立しており、1191年にアラゴン王アルフォンソ2世、ナバラ王サンチョ6世、母方の叔父のポルトガル王サンシュ1世と反カスティーリャ同盟を結んだ。翌1192年にキリスト教諸国の対立を懸念したローマ教皇ケレスティヌス3世の働きかけでカスティーリャと和睦、一旦対立は解消されたかに見えた。
だが、1195年にアルフォンソ8世がムワッヒド朝のアミール・ヤアクーブ・マンスールにアラルコスの戦いで敗れるとそれに付け込んで再び反カスティーリャに走り、マンスールと同盟を結び資金と援軍提供を取り付けた。そうした上でナバラ王サンチョ7世（サンチョ6世の子）と共謀してカスティーリャを挟撃、アルフォンソ9世は西から進軍してティエラ・デ・カンポスを侵略した。
ところが、翌1196年にアラゴン王ペドロ2世（アルフォンソ2世の子）がカスティーリャに味方するとレオン軍は苦戦、同年にケレスティヌス3世から破門を言い渡され、家臣の服従解除も宣言され孤立した。翌1197年には、アルフォンソ9世と戦う者は十字軍参加と同じ特権と贖宥を与えると布告され一層不利な立場に追いやられ、同年にアルフォンソ8世の娘ベレンゲラとの結婚で和睦せざるを得なかった。ベレンゲラとの間にフェルナンド（後のフェルナンド3世）を含む5人の子を儲けたが、教皇インノケンティウス3世から結婚の承諾を得られず1204年に離婚している。1209年にインノケンティウス3世の意向を受けたトレド大司教ロドリゴ・ヒメネス・デ・ラダの調停で、バリャドリッドにおいてアルフォンソ8世と改めて和睦した。
レコンキスタには消極的で、1212年にアルフォンソ8世がムワッヒド朝アミール・ムハンマド・ナースィルに対する決戦を呼びかけ、トレドにペドロ2世・サンチョ7世らアラゴン・ナバラ軍、騎士団や多くの兵士が集結する中、アルフォンソ9世は参戦と引き換えに領土を要求して断られ、母方の従弟に当たるポルトガル王アフォンソ2世との対立もあってナバス・デ・トロサの戦いには参戦していない（配下の騎士達は参戦した）。また、翌1213年にアルフォンソ8世の頼みでいくつかの城の譲渡と援軍派遣と引き換えに出陣したが、イベリア半島南西部のタホ川流域にあるアルカンタラを落としたのみでレオンへ引き上げている。
1221年、教皇ホノリウス3世からイベリア半島におけるイスラム教と戦うことを求める勅書を受け取り、カラトラバ騎士団らと共にイスラム軍と戦い、数回カセレスを包囲したが失敗、バダホス包囲も上手くいかなかった。しかし1229年に挽回してカセレスを落とし、フエロを与えて国王都市に指定、翌1230年にサンティアゴ騎士団と協力してカセレスとバダホス周辺へ遠征しメリダを奪い、サンティアゴ騎士団もモンタンチェス、エルヴァスを手に入れた。そしてバダホスも攻略して南西部を平定した後に死去、59歳であった。
1217年に元王妃ベレンゲラの弟エンリケ1世が夭折した後、カスティーリャ王位には一時ベレンゲラがつくが、アルフォンソ9世の許にいた息子フェルナンド3世を呼び寄せて、同年のうちに王位につけた（ただし、アルフォンソ9世は王位継承に異議を唱えていた）。フェルナンド3世はアルフォンソ9世の死後にレオン王位も継承し、以後カスティーリャとレオンの王位は統合された。
アルフォンソ9世は、1188年にヨーロッパ初とも言えるコルテス（身分制議会）を召集した人物である。また、1218年にサラマンカ大学を創設している。

## 結婚と子女
ポルトガル王サンシュ1世の娘で従妹に当たるテレサ（1176年 - 1250年）と1191年に結婚し、1男2女をもうけたが、この結婚は教皇ケレスティヌス3世によって無効とされた。
- サンチャ（1191年 - 1243年以前） - ビリャブエナのシトー会修道院の修道女
- フェルナンド（1192/3年 - 1214年）
- ドゥルセ（1193/4年 - 1248年） - ビリャブエナのシトー会修道院の修道女

次いで1197年に、従姪でカスティーリャ王アルフォンソ8世の娘ベレンゲラと結婚した。この結婚では以下の子女を含む2男3女をもうけており、夫婦仲も円満であったが、教皇インノケンティウス3世の干渉により離婚を余儀なくされた。
- レオノール（1198年 - 1202年）
- コンスタンサ（1200年 - 1242年） - サンタ・マリア・デ・ラス・ウエルガス王立修道院修道女
- フェルナンド3世（1201年 - 1252年） - カスティーリャ王・レオン王
- アルフォンソ（1203年 - 1272年） - モリナ公
- ベレンゲラ（1204年 - 1237年） - エルサレム王ジャン・ド・ブリエンヌと結婚